# Brasão de armas de Ruanda
O actual brasão de armas de Ruanda foi remodelado em 2001 para combinar com o esquema de cores da nova bandeira nacional. O texto diz em cima — "República do Ruanda", e em baixo — "Unidade, Trabalho, Patriotismo" na Língua Kinyarwanda. Os artefactos tribais ao centro, sobrepõem uma roda de engrenagem envoltos por um nó direito.
As armas anteriores datavam dos anos de 1960 — as cores verde, amarelo e vermelho representavam a paz; a esperança da nação de futuro desenvolvimento; e o povo. As armas e a própria bandeira foram mudadas porque ficaram associadas à brutalidade do Genocídio do Ruanda.